# Kopovsko jezero
Kopovsko jezero je vrsta umjetnog jezera. Nastanak ovih vrsta jezera nije nužno ishod namjere, nego povoljnog spleta okolnosti. Kopovska jezera nastaju na mjestima gdje su bili površinski kopovi. Udubine po raznim osnovama ispuni voda, koja se ondje i zadrži. Ispunjavanje vodom dopusti se nakon što prestane eksploatacija rude i drenaža vode iz kopa. Kopovsko jezero može nastati i kao posljedica kopa, ali ne nužno i na mjestu kopa. To je kad se jalovina dovozi na mjesto gdje pregradi površinske tokove vode. Napajanje vodom može biti i od podzemnih voda koje izbiju na mjestu udubljenja u jalovini. Obale ovakvih jezera nepravilne su. Zbog naravi kopanja kopa i odlaganja jalovine nagibi su veliki i česti su odroni i lokalne depresije. Voda u podlozi stvara osnovu za stvaranje ekosustava. Budući da jezera osiguravaju da je stalno vlaga i iz zraka, stvara se uvjet za povratak biljnih i životinjskih vrsta na prethodno degradirana staništa te preko bioloških međudjelovanja uspostavljaju se obični močvarni ekosustavi. Progradacija je spontana. Na mjestima gdje su progradacijski stadiji prošli formiraju se poplavne šume vrba i razvijene zajednice tršćaka i submerznih ekosustava.